# هرمان روزنبلات
هرمان روزنبلات (انگلیسی: Herman Rosenblat; ح. 1929 – ۵ فوریه ۲۰۱۵) یک نویسنده آمریکایی لهستانی الاصل بود که داستان غیرواقعی در مورد هولوکاست به نام فرشته در کنار سیم خاردار نوشت. او در این کتاب ادعا کرده بود که داستان واقعی دختری که هر روز به او یک سیب در اردوگاه کاراجباری می‌داد نقل کرده‌است. قرار بود کتاب در سال ۲۰۰۹ چاپ شود ولیکن تحقیق محققان هولوکاست نشان داد که بسیاری از ویژگیهای این داستان غیرقابل باور است و از نظر فیزیکی غیرممکن بوده‌است. چاپ کتاب بعد از روشن شدن این حقایق کنسل شد. روزنبلات بعداً قبول کرد که بسیاری از قسمتهای کتاب او دروغ بوده‌است.
قبل از اینکه دروغ روزنبلات علنی شود امتیاز داستان کتاب توسط هریس سولومون به مبلغ ۲۵ میلیون دلار خریداری شده بود. مجری معروف اوپرا وینفری نیز چندین بار با روزنبلات برنامه داشت و داستان او را بهترین داستان عشقی تمام زندگی خود خوانده بود.

## زندگی
روزنبلات یک یهودی لهستانی بود که در شهر پیوترکو در لهستان در قبل از جنگ جهانی دوم زندگی می‌کرد. بعد از حمله ارتش آلمان نازی به لهستان نازیها خانواده او و بسیاری یهودیان دیگر را به اردوگاه کار اجباری بردند. پدر او در اردوگاه از بیماری تیفوس مرد و مادر او نیز به یک اردوگاه کار اجباری دیگر فرستاده شد. او در اردوگاه تا فوریه ۱۹۴۵ باقی ماند. در خاطرات خود روزنبلات ادعا می‌کرد که همسر آینده او روما در آن زمان یک دختر ۹ ساله یهودی بود که هر روز از روی سیم خاردار برای او یک سیب مینداخت.
بعد از آزادی از اردوگاه کار اجباری روزنبلات به انگلستان رفت. او سپس در سال ۱۹۵۰ به ایالات متحده مهاجرت کرد و در ارتش ایالات متحده خدمت کرد. او سپس به نیویورک رفت و مغازه تعمیر تلویزیون باز کرد. او همسرش روما را در سال ۱۹۵۷ در آمریکا ملاقات کرد. او در خاطرات خود بعداً ادعا می‌کرد که در اولین دیدار چهره همسرش را از زمان اردوگاه کار اجباری به خاطر آورده‌است.

## داستان دروغین
در سال ۱۹۹۲ روزنبلات و همسرش دچار مشکلات شدید مالی شدند بعد از اینکه یک سارق مسلح به آنها حمله کرد و پسر او کنت معلول شد و روزنبلات نیز شدیداً آسیب دید. روزنبلات در بیمارستان داستان هولوکاست خود را ایجاد کرد. او ادعا کرد که در خواب مادرش به او پدیدار شده‌است و به او گفته‌است که داستان خود را به دنیا بگوید. در سال ۱۹۹۴ اداره مالیات آمریکا به روزنبلات فشار آورد که مالیاتهای عقب افتاده خود را بپردازد.
روزنبلات داستان سیب خود را اولین بار در سال ۱۹۹۵ نقل کرد و در مسابقه برنامه اوپرا برنده شد. اوپرا دو بار از روزنبلات دعوت کرد و داستان او را بهترین داستان عشقی تمامی ۲۲ سال برنامه خود دانست.

### مشخص شدن دروغ
تاریخدان هولوکاست دبورا لیپشتاد در سال ۲۰۰۷ داستان روزنبلات را دروغ خواند. بقیه بازماندگان هولوکاست نیز داستان روزنبلات را غیرممکن دانستند. دنی بلوم بلاگر یهودی شروع به نامه نگاری به تاریخدانان هولوکاست کرد. یکی از این افراد تاریخدان هولوکاست کنت والتزر بود. والتزر شروع به تحقیق در مورد این داستان کرد. او در مقالات تاریخی پیدا کرد که در اردوگاه ذکر شده زندانیان حق نداشتند به سیم خاردار نزدیک شوند و در صورت نزدیک شدن به آنان شلیک می‌شد. این سیمهای خاردار بعداً به برق متصل شد و دیده‌بان به صورت ۲۴ ساعته از آنها مراقبت می‌کرد. هر زندانی که به سیمهای خاردار نزدیک می‌شد آنا مورد شلیک گلوله قرار می‌گرفت. یکی از بازماندگان همان اردوگاه، بن هلفگوت، نیز چندین بار داستان روزنبلات را دروغ خواند ولیکن افراد زیادی سعی در ساکت کردن وی داشتند.
در دسامبر ۲۰۰۸ چندین نفر از افراد نزدیک روزنبلات و چندین تاریخدان در مجله نیو ریپابلیک مقاله ای نوشتند که با استفاده از تحقیقهای والتزر نشان دادند داستان روزنبلات حتماً غیرواقعی است.
در همان ماه روزنبلات نهایتاً اعتراف کرد که داستان وی دروغ بوده‌است. روزنبلات گفت که داستان سیب دروغ بوده‌است ولیکن بقیه داستان واقعی بوده‌است. او گفت که در ذهن من این داستان به نظرم واقعی بود. روزنبلات به دلیل دروغ خود روابط بدی با بقیه اعضای خانواده خود از جمله برادرش و فرزندانش داشت؛ ولیکن فرزندان وی هیچگاه تا قبل از آشکار شدن دروغش داستان دروغ وی را علنی نکرده بودند.
بعد از مشخص شدن دروغ گروه برکلی که قصد چاپ کتاب وی را داشت این برنامه را لغو کرد؛ ولیکن هریس سولومون که قصد داشت در مورد کتاب فیلم بسازد اعلام کرد که با وجود غیرواقعی بودن داستان او به تهیه فیلم از روی داستان روزنبلات ادامه می‌دهد.